# Casa Senyorial de Lielmemele
La Casa Senyorial de Jaunsvente (en letó: Lielmēmeles muižas pils; en alemany: Groß-Memelhof) és una mansió a la regió cultural de Selònia, al Municipi de Nereta de Letònia. Durant la Segona Guerra Mundial, a la fi de juliol de 1944, es va instal·lar a l'edifici el quarter general de l'exèrcit alemany i la infermeria.
L'edifici construït en la segona meitat del segle xix, va ser originàriament un edifici d'una planta, més tard se li va afegir la segona planta. A la seva part central ressalta un frontó triangular, i les cantonades estan decorades amb embuatament.